# (128177) Griffioen
(128177) Griffioen est un astéroïde de la ceinture principale.

## Description
(128177) Griffioen est un astéroïde de la ceinture principale. Il fut découvert le 5 septembre 2003 à Calvin College par Andrew Vanden Heuvel. Il présente une orbite caractérisée par un demi-grand axe de 2,88 UA, une excentricité de 0,03 et une inclinaison de 7,5° par rapport à l'écliptique.

## Compléments